# Équipe cycliste Pezula Racing
L'équipe cycliste Pezula Racing est une équipe cycliste irlandaise participant aux circuits continentaux de cyclisme et en particulier l'UCI Europe Tour.
En raison de problème économique, Pezula Construction a arrêter son sponsoring en août 2008. Toutefois, le directeur sportif David McQuaid est intervenu et sa société DMC Sports Ireland a pris la suite du parrainage de l'équipe. L'équipe perd néanmoins son statut d'équipe continentale en 2009.

## Saison 2008

### Effectif
| Coureur                     | Date de naissance | Nationalité | Équipe 2007                              |
| --------------------------- | ----------------- | ----------- | ---------------------------------------- |
| Derek Burke                 | 03.06.1986        | Irlande     | Ex-Pro (Murphy & Gunn-Newlyn 2006)       |
| William Connolly            | 31.05.1989        | Irlande     | Néo-pro                                  |
| Ryan Connor (depuis 31/05)  | 06.04.1984        | Irlande     | Giant Asia Racing                        |
| Morgan Fox                  | 19.02.1974        | Irlande     | Murphy&Gunn-Newlyn-M Donnelly-Sean Kelly |
| Paul Healion (depuis 15/06) | 03.06.1978        | Irlande     | Murphy&Gunn-Newlyn-M Donnelly-Sean Kelly |
| Martyn Irvine               | 06.06.1985        | Irlande     |                                          |
| Cameron Jennings            | 27.04.1979        | Australie   | DFL-Cyclingnews-Litespeed                |
| Richard Meadows             | 24.11.1989        | Royaume-Uni | Néo-pro (depuis 31.05.)                  |
| David O’Loughlin            | 29.04.1978        | Irlande     | Navigators Insurance                     |
| Kieran Page                 | 02.05.1983        | Royaume-Uni | AVC Aix-en-Provence                      |
| Adam Petrie-Armstrong       | 04.05.1987        | Irlande     | Néo-pro                                  |
| Ciaran Power                | 08.05.1976        | Irlande     | Navigators Insurance                     |

### Victoires
| Date       | Course                                    | Pays        | Classe | Vainqueur        |
| ---------- | ----------------------------------------- | ----------- | ------ | ---------------- |
| 27/04/2008 | East Midlands International Cicle Classic | Royaume-Uni | 1.2    | Ciaran Power     |
| 23/05/2008 | 6e étape du FBD Insurance Rás             | Irlande     | 2.2    | Ciaran Power     |
| 25/05/2008 | 8e étape du FBD Insurance Rás             | Irlande     | 2.2    | David O’Loughlin |
| 27/06/2008 | Championnat d'Irlande du contre-la-montre | Irlande     | CN     | Paul Healion     |